# Aeropuerto Internacional de Pakse
Aeropuerto Internacional de Pakse (IATA: PKZ, OACI: VLPS) es uno de los pocos aeropuertos internacionales en Laos. Pakse es la antigua capital del sur del Reino de Champasak.
- Datos: Q1432294
- Multimedia: Pakse International Airport / Q1432294